# Beatrice di Castiglia (regina 1293)
Beatrice di Castiglia e Molina (Beatriz in spagnolo, asturiano, aragonese, portoghese, galiziano e basco, Beatriu in catalano; Toro, 1293 – Lisbona, 25 ottobre 1359) principessa castigliana, è stata regina consorte del Portogallo come moglie di Alfonso IV, dal 1325 al 1357.

## Origine
Era la figlia ultimogenita del re di Castiglia e León Sancho IV l'Ardito e di Maria di Molina, figlia di Alfonso di Molina (figlio del re del León Alfonso IX e della regina di Castiglia Berenguela) e della sua terza moglie, Mayor Téllez di Meneses.

## Biografia
Nel Livro Velho Beatrice è citata con la sorella Isabella di Castiglia (a infanta D. Isabel…a infanta D. Brites) come le due figlie di Sancho IV l'Ardito e di Maria di Molina.
Nel solco del trattato di pace quarantennale di Alcañices, stipulato nel 1297 tra suo fratello Ferdinando IV e il re del Portogallo Dionigi, fu concordato il matrimonio tra Beatrice e l'erede al trono del Portogallo Alfonso, figlio secondogenito e unico maschio del re del Portogallo e dell'Algarve Dionigi l'Agricoltore e della principessa aragonese Isabella di Aragona, detta "la Santa", figlia del re d'Aragona Pietro III e della principessa sveva Costanza.
Il matrimonio, come riportato nel Nobiliario del fratellastro di Alfonso, Pietro, conte di Barcelos, venne celebrato a Lisbona il 12 settembre del 1309, anno in cui le truppe portoghesi aiutarono i Castigliani a conquistare Gibilterra (che però, nel 1333, fu nuovamente perduta).
Al momento del matrimonio Beatrice ricevette in dono la signoria delle città di Viana do Alentejo, Évora, Vila Viçosa, Vila Real, Vila Nova de Gaia, le ultime due poi scambiate con Sintra nel 1334. In seguito ricevette, nel 1337, Santarém e Atalaia e poi dal figlio, Pietro I Torres Novas nel 1357.
Beatrice divenne regina, il 7 gennaio 1325, alla morte del suocero Dionigi, che negli ultimi anni aveva avuto un brutto rapporto con il figlio, l'erede al trono, il futuro Alfonso IV, a causa dell'affetto che legava il vecchio re ai suoi figli illegittimi, in modo speciale ad Alfonso Sanches (1289-1326); il marito di Beatrice, Alfonso, pensando che il padre ed il fratellastro tramassero per diseredarlo, si ribellò e, tra il 1319 e il 1323, fece guerra al padre; non si arrivò allo scontro aperto solo per l'intervento della regina madre, Isabella di Aragona, la regina santa, che, nell'ottobre del 1323 si frappose tra i due eserciti già schierati in ordine di battaglia, ad Alvalade, alla periferia di Lisbona.
(Pare che l'intervento fu miracoloso: al passaggio della regina Isabella una barriera luminosa divise i due eserciti).
Beatrice rimasta vedova, nel 1357, si ritirò nel convento di santa Clara a Coimbra e si fece suora. Morì a Lisbona due anni dopo, il 25 ottobre 1359. Il Chronicon Conimbricensi riporta la morte di Beatrice (Reyna de Portugal è do Algarve Doña Beatris, molher…do…Rey D. Afonso ò quarto…è filo do…Rey D. Sancho de Castella), nel mese di ottobre e riferisce altresì che fu sepolta nella Cattedrale di Lisbona, in portoghese Sé de Lisboa (en na See de Lixboa).

## Figli[6][7][8]
Beatrice diede ad Alfonso sette figli:
- Maria del Portogallo (1313-1357) sposò, nel 1328, il re di Castiglia Alfonso XI
- Alfonso del Portogallo (Penela, 1315)
- Dionís del Portogallo (Santarem, 1317-1318)
- Pietro (1320-1367), re del Portogallo
- Isabella del Portogallo (1324-1326)
- Giovanni del Portogallo (1326-1327)
- Eleonora del Portogallo (1328 - 1348), sposò nel 1347 il re d'Aragona Pietro IV

## Ascendenza
|                         |                    |                              | Genitori                  |  |  | Nonni |  |  | Bisnonni                    |  |  | Trisnonni          |  |
|                         |                    |                              |                           |  |  |       |  |  | Ferdinando III di Castiglia |  |  | Alfonso IX di León |  |
|                         |                    |                              |                           |  |  |       |  |  | Ferdinando III di Castiglia |  |  | Alfonso IX di León |  |
|                         |                    | Berenguela di Castiglia      |                           |  |  |       |  |  | Ferdinando III di Castiglia |  |  |                    |  |
| Alfonso X di Castiglia  |                    |                              |                           |  |  |       |  |  | Ferdinando III di Castiglia |  |  |                    |  |
|                         |                    | Beatrice di Svevia           | Filippo di Svevia         |  |  |       |  |  |                             |  |  |                    |  |
|                         |                    | Beatrice di Svevia           | Filippo di Svevia         |  |  |       |  |  |                             |  |  |                    |  |
|                         |                    | Beatrice di Svevia           | Irene Angela              |  |  |       |  |  |                             |  |  |                    |  |
| Sancho IV di Castiglia  |                    | Beatrice di Svevia           |                           |  |  |       |  |  |                             |  |  |                    |  |
|                         |                    | Giacomo I d'Aragona          | Pietro II d'Aragona       |  |  |       |  |  |                             |  |  |                    |  |
|                         |                    | Giacomo I d'Aragona          | Pietro II d'Aragona       |  |  |       |  |  |                             |  |  |                    |  |
|                         |                    | Giacomo I d'Aragona          | Maria di Montpellier      |  |  |       |  |  |                             |  |  |                    |  |
| Violante d'Aragona      |                    | Giacomo I d'Aragona          |                           |  |  |       |  |  |                             |  |  |                    |  |
|                         |                    | Iolanda d'Ungheria           | Andrea II d'Ungheria      |  |  |       |  |  |                             |  |  |                    |  |
|                         |                    | Iolanda d'Ungheria           | Andrea II d'Ungheria      |  |  |       |  |  |                             |  |  |                    |  |
|                         |                    | Iolanda d'Ungheria           | Iolanda di Courtenay      |  |  |       |  |  |                             |  |  |                    |  |
| Beatrice di Castiglia   |                    | Iolanda d'Ungheria           |                           |  |  |       |  |  |                             |  |  |                    |  |
|                         | Alfonso IX di León | Ferdinando II di León        |                           |  |  |       |  |  |                             |  |  |                    |  |
|                         | Alfonso IX di León | Ferdinando II di León        |                           |  |  |       |  |  |                             |  |  |                    |  |
|                         | Alfonso IX di León | Urraca del Portogallo        |                           |  |  |       |  |  |                             |  |  |                    |  |
| Alfonso di Molina       | Alfonso IX di León |                              |                           |  |  |       |  |  |                             |  |  |                    |  |
|                         |                    | Berenguela di Castiglia      | Alfonso VIII di Castiglia |  |  |       |  |  |                             |  |  |                    |  |
|                         |                    | Berenguela di Castiglia      | Alfonso VIII di Castiglia |  |  |       |  |  |                             |  |  |                    |  |
|                         |                    | Berenguela di Castiglia      | Eleonora d'Inghilterra    |  |  |       |  |  |                             |  |  |                    |  |
| Maria di Molina         |                    | Berenguela di Castiglia      |                           |  |  |       |  |  |                             |  |  |                    |  |
|                         |                    | Alfonso II Tellez de Meneses | Alfonso Téllez de Meneses |  |  |       |  |  |                             |  |  |                    |  |
|                         |                    | Alfonso II Tellez de Meneses | Alfonso Téllez de Meneses |  |  |       |  |  |                             |  |  |                    |  |
|                         |                    | Alfonso II Tellez de Meneses | Elvira Rodríguez Girón    |  |  |       |  |  |                             |  |  |                    |  |
| Mayor Alonso de Meneses |                    | Alfonso II Tellez de Meneses |                           |  |  |       |  |  |                             |  |  |                    |  |
|                         |                    | María Yáñez de Lima          | Juan Fernandes de Lima    |  |  |       |  |  |                             |  |  |                    |  |
|                         |                    | María Yáñez de Lima          | Juan Fernandes de Lima    |  |  |       |  |  |                             |  |  |                    |  |
|                         |                    | María Yáñez de Lima          | María Pais Ribeira        |  |  |       |  |  |                             |  |  |                    |  |
|                         |                    | María Yáñez de Lima          |                           |  |  |       |  |  |                             |  |  |                    |  |